# Anthidium chilense
Anthidium chilense là một loài Hymenoptera trong họ Megachilidae. Loài này được Spinola mô tả khoa học năm 1851.